# Still in Love with You
Still in Love with You (englisch für „Noch immer in dich verliebt“) ist ein Popsong der deutschen Girlgroup No Angels. Das Lied wurde von den schwedischen Musikern Figge Boström und Johan Lindman geschrieben und im August 2002 als zweite Single ihres zweiten Studioalbums, Now … Us! (2002), veröffentlicht. Still in Love with You erreichte Platz zwei der deutschen Singlecharts und wurde auch in Österreich und der Schweiz ein Top-10-Hit.

## Hintergrund
Still in Love with You wurde gemeinsam von den schwedischen Musikern Figge Boström und Johan Lindman geschrieben beziehungsweise komponiert. Das Lied war einer von zahlreichen Vorschlägen, die der Band im Vorfeld der Aufnahmen zu ihrem zweiten Studioalbums Now … Us! (2002) vorgelegt und zur Veröffentlichung angeboten worden waren. Die Produktion der No Angels-Version übernahmen Nick Nice und Pontus Söderqvist des ebenfalls schwedischen Produzentenduos LaCarr. Eingesungen wurde der Song in den Waters Edge Studios Water-Edge-Studios in Schondorf am Ammersee.
Erstmals erschien mit Still in Love with You eine Single der No Angels mit House-Remixen auf Schallplatte.

## Musikvideo

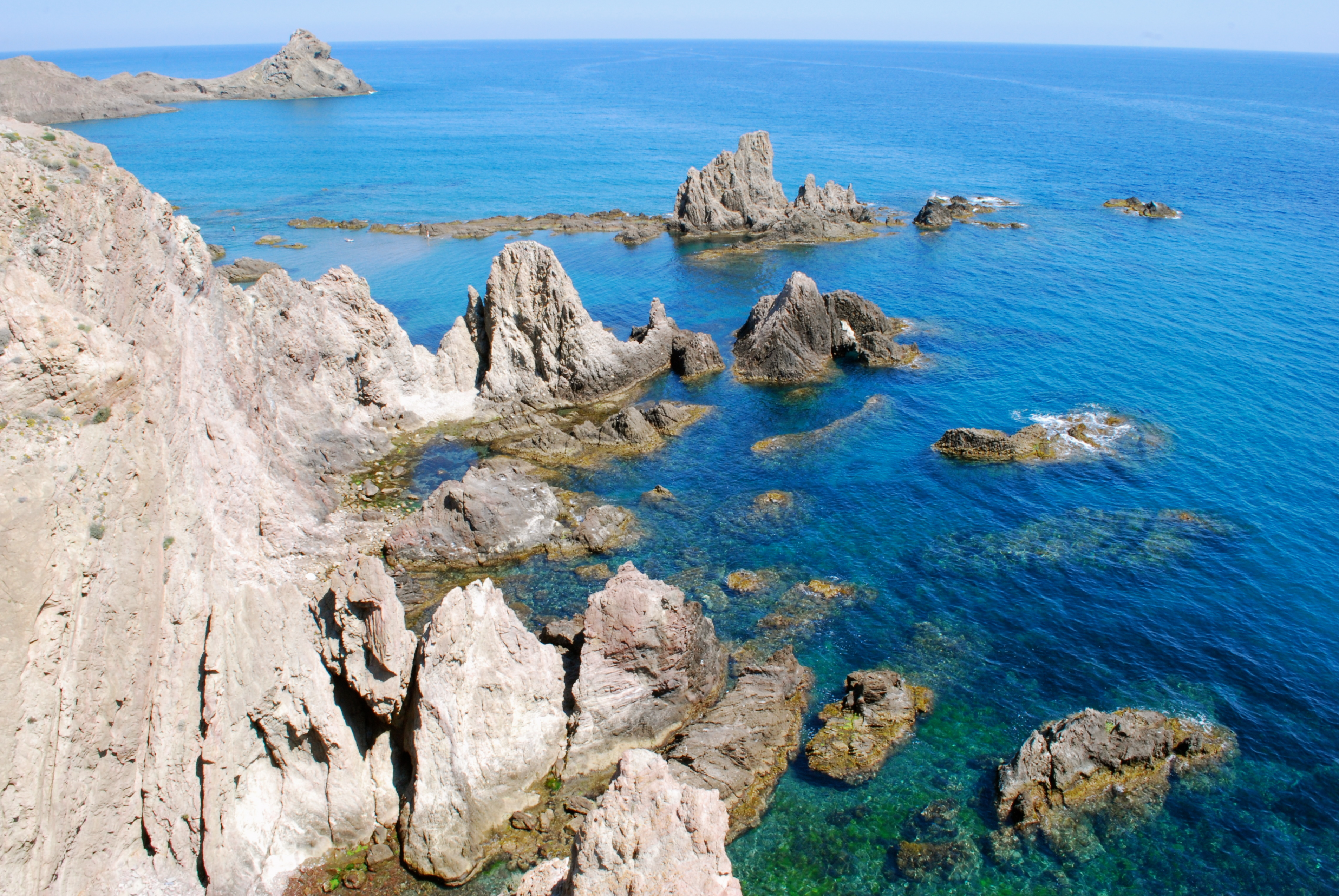
Das Video zu Still in Love with You entstand im Naturpark Cabo de Gata nahe Almería, Andalusien.

Das Musikvideo zu Still in Love with You wurde am 4. Juli 2002 im Naturpark Cabo de Gata nahe der andalusischen Hafenstadt Almería im Süden Spaniens gedreht. Für die Regie konnte nach der Zusammenarbeit am Echo-prämierten Video zur vorherigen Single Something About Us (2002) erneut Musikvideoregisseur Marcus Sternberg verpflichtet werden. Als Kulisse dienten verschiedene Schauplätze innerhalb des Naturparks, darunter eine private Finca, die ein deutsches Ehepaar eigens für die Dreharbeiten zur Verfügung stellte. Die Aufnahmen nahmen rund achtzehn Stunden in Anspruch. Die TV-Premiere des von der Marcus Sternberg Filmproduktion produzierten Videos folgte am 26. Juli 2002 bei Brand:Neu auf MTV Germany.
Der Clip entstand in weiten Teilen getrennt voneinander und enthält nur eine einzige Gruppensequenz, die kurz vor Sonnenuntergang gedreht wurde und am Ende des Videos zu sehen ist. Das Video beginnt mit Nadja Benaissa, die während ihres Eröffnungsverses auf der Terrasse eine Finca zu sehen ist. Sandy Möllings nachfolgende Szene wurde am Sandstrand unterhalb der Arrecife De Las Sirenas, einem Felsriff am südlichen Ende des Kaps gedreht. Jessica Wahls Solo-Sequenz entstand an einem Schwimmbecken. Die damals bereits schwangere Sängerin wird in einigen Einstellungen bauchtanzend gezeigt. Vanessa Petruo nahm für ihre Aufnahmen bei Sonnenuntergang am Fuße der nahgelegenen Kirche Iglesia de las Salinas Platz. Lucy Diakovskas Szene entstanden auf dem Lampenhaus des Leuchtturms auf dem Cerro de San Miguel-Hügel.

## Celebration Version
Still in Love with You gehört zu jenen Titeln, die Benaissa, Diakovska, Mölling und Wahls im Jahr 2021 für eine Neuinterpretation anlässlich ihres zwanzigjährigen Jubiläums auswählten. Die von Christian Geller produzierte Neuaufnahme wurde später auf dem Album 20 (2021) veröffentlicht und fungierte zugleich als zweite Single des Albums. Aufgrund der im Rahmen der COVID-19-Pandemie ausgerufenen Reiserestriktionen erfolgten die Aufnahmen zur Celebration Version von Still in Love with You getrennt. Während Benaissa und Wahls ihre Gesänge in Gellers Tonstudio in Andernach aufnahmen, traten Diakovska und Mölling in ihren Heimatorten in Bulgarien und in den Vereinigten Staaten vor das Mikro. Nach Veröffentlichung als Single am 4. Juni 2021 erreichte die Celebration Version Platz 34 der deutschen Downloadcharts.
Der Veröffentlichung der Neuaufnahme ging die Produktion eines neuen Musikvideos einher, das vom 21. auf 22. Mai 2021 im Mediterana-Day Spa in Bergisch Gladbach gefilmt wurde. Wie bereits bei der Celebration Version von Daylight in Your Eyes führte Franz Leibinger Regie. Die Herstellung lag bei der Filmklub Entertainment GmbH; das Konzept zum Video steuerte erneut das Kreativteam von Army of Love Entertainment bei. Als Tänzer traten Danilo Aiello, Christopher Albert, Marcella Desouza, Violetta Kromer, Lukas Bönninghause und Juan Lopez in Erscheinung. Diakovska war im Clip erstmals in lasziven Tanz- und Liebesszenen mit einer Frau und nicht mit einem Mann zu sehen. Das L-Mag kürte den Clip daraufhin als eines der zehn besten queeren Videos von lesbischen und bisexuellen Künstlerinnen des Jahres 2021. Die Videopremiere erfolgte am 5. Juni 2021 im Rahmen der von den No Angels besuchten ARD-Sendung Schlagercountdown – So wird’s bald wieder sein.

## Single
Maxi-Single
| Nr. | Titel                                              | Autor(en)                       | Produzent(en)                                                                   | Länge |
| --- | -------------------------------------------------- | ------------------------------- | ------------------------------------------------------------------------------- | ----- |
| 1.  | Still in Love with You (Single Version)            | Figge Boström, Johan Lindman    | Nick Nice, Pontus Söderqvist                                                    | 3:33  |
| 2.  | Still in Love with You (Soulforce Latin Radio Mix) | Boström, Lindman                | Nice, Söderqvist, Michael Simon (a), Tissy Thiers (a), Mirko von Schlieffen (a) | 3:50  |
| 3.  | Still in Love with You (Extended Version)          | Boström, Lindman                | Nice, Söderqvist                                                                | 8:12  |
| 4.  | Three Words                                        | Andreas Romdhane, Josef Larossi | Peter Ries                                                                      | 3:48  |

2-Track-Single
| Nr. | Titel                                   | Autor(en)         | Produzent(en)    | Länge |
| --- | --------------------------------------- | ----------------- | ---------------- | ----- |
| 1.  | Still in Love with You (Single Version) | Boström, Lindman  | Nice, Söderqvist | 3:33  |
| 2.  | Three Words                             | Romdhane, Larossi | Ries             | 3:48  |

## Mitwirkende
- Nadja Benaissa – Gesang
- Figge Boström – Komponist, Liedtexter
- Peter Boström  – Abmischung
- Lucy Diakovska – Gesang
- Johan Lindman – Komponist, Liedtexter
- Sandy Mölling – Gesang
- Nick Nice – Abmischung, Musikproduzent
- Vanessa Petruo – Gesang
- Pontus Söderqvist – Musikproduzent
- Jessica Wahls – Gesang[1]

## Rezeption

### Charts und Chartplatzierungen
Still in Love with You wurde am 12. August 2002 als zweite Auskopplung aus dem Album Now … Us! (2002) veröffentlicht. In Deutschland erreichte das Lied als sechste No-Angels-Single in Folge die Top Ten der deutschen Singlecharts. Eine weitere Nummer-1-Platzierung verhinderte das Lied Mensch aus Herbert Grönemeyers gleichnamigen Studioalbum (2002), das Still in Love with You vor dessen Abstieg zwei Wochen auf Platz zwei der Charts verdrängte. In den deutschen Jahrescharts konnte sich der Song auf Rang 25 platzieren. In Österreich hielt sich Still in Love with You vier Wochen auf Platz vier der Ö3 Austria Top 40. Das Lied verbrachte insgesamt 22 Wochen in den Charts und erreichte Rang 48 der österreichischen Jahrescharts. In der Schweiz erreichte die Single als vierter Top-Ten-Hit Platz 10. Nach ebenfalls 22 Wochen in der Schweizer Hitparade konnte es sich auf Platz 73 der schweizerischen Jahrescharts platzieren.
| ChartsChartplatzierungen | Höchstplatzierung | Wochen |
| ------------------------ | ----------------- | ------ |
| Deutschland (GfK)        | 2 (14 Wo.)        | 14     |
| Österreich (Ö3)          | 4 (22 Wo.)        | 22     |
| Schweiz (IFPI)           | 10 (22 Wo.)       | 22     |

| ChartsJahrescharts (2002) | Platzierung |
| ------------------------- | ----------- |
| Deutschland (GfK)         | 25          |
| Österreich (Ö3)           | 48          |
| Schweiz (IFPI)            | 73          |